# Peter Lagger
Peter Lagger (ur. 7 września 1930 w Buchs, zm. 17 września 1979 w Berlinie) – szwajcarski śpiewak operowy, bas.

## Życiorys
Jego ojciec był Włochem, matka natomiast Rosjanką. Uczył się gry na fortepianie w Zurychu, następnie studiował śpiew u Hansa Duhana w Wiedniu. Zadebiutował jako śpiewak w 1953 roku w operze w Grazu. W kolejnych latach występował w Zurychu (1955–1957), Wiesbaden (1957–1959) i Frankfurcie nad Menem (1959–1963). W 1963 roku otrzymał angaż do Deutsche Oper w Berlinie Zachodnim. W tym samym roku wykonał partię Bartola w Weselu Figara na festiwalu w Salzburgu. W 1966 roku uczestniczył w prapremierze opery Hansa Wernera Henzego Die Bassariden. W 1974 roku wziął udział w prawykonaniu Magnificat Krzysztofa Pendereckiego. Gościnnie występował m.in. w Hamburgu, Wiedniu, Paryżu i Genewie. Wykonywał różnorodny repertuar, od muzyki barokowej po utwory współczesne. Dwukrotnie gościł w Warszawie, w 1971 i 1975 roku, wykonując Jutrznię i Magnificat Pendereckiego.
Jego bratem był śpiewak Alexander Malta.